# Колін Ґреґорі
Колін Ґреґорі (англ. Colin Gregory; 28 липня 1903 — 10 вересня 1959) — колишній британський тенісист.
Перемагав на турнірах Великого шолома в одиночному розряді.

## Фінали турнірів Великого шолома

### Одиночний розряд:1 перемога
| Результат | Рік  | Турнір              | Покриття | Суперник         | Рахунок            |
| --------- | ---- | ------------------- | -------- | ---------------- | ------------------ |
| Перемога  | 1929 | Чемпіонат Австралії | Трава    | Річард Шлезінґер | 6–2, 6–2, 5–7, 7–5 |

### Парний розряд :1 поразка
| Результат | Рік  | Турнір               | Покриття | Партнер     | Суперники                   | Рахунок                   |
| --------- | ---- | -------------------- | -------- | ----------- | --------------------------- | ------------------------- |
| Поразка   | 1929 | Вімблдонський турнір | Трава    | Ієн Коллінз | Вілмер Еллісон Джон Ван Рин | 4–6, 7–5, 3–6, 12–10, 4–6 |